# Giro di Svizzera 2006
Il Giro di Svizzera 2006, settantesima edizione della corsa, valevole come quindicesima prova del circuito UCI ProTour 2006, si svolse in nove tappe dal 10 al 18 giugno 2006 per un percorso di 1 468 km, con partenza da Baden e arrivo a Berna. Il tedesco Jan Ullrich della T-Mobile si aggiudicò la corsa concludendo in 38h 21' 36". Questa vittoria gli fu revocata, però, nel 2012 per doping.

## Tappe
| Tappa  | Data      | Percorso                            | km    | Vincitore di tappa | Leader cl. generale |
| ------ | --------- | ----------------------------------- | ----- | ------------------ | ------------------- |
| 1ª     | 10 giugno | Baden > Baden                       | 154   | Tom Boonen         | Tom Boonen          |
| 2ª     | 11 giugno | Bremgarten > Einsiedeln             | 156   | Daniele Contrini   | Daniele Bennati     |
| 3ª     | 12 giugno | Einsiedeln > Arlesheim              | 188   | Nick Nuyens        | Nick Nuyens         |
| 4ª     | 13 giugno | Niederbipp > La Chaux-de-Fonds      | 161   | Ángel Vicioso      | Nick Nuyens         |
| 5ª     | 14 giugno | La Chaux-de-Fonds > Leukerbad       | 230   | Steve Morabito     | Ángel Vicioso       |
| 6ª     | 15 giugno | Fiesch > La Punt Chamues-ch         | 212   | Koldo Gil          | Koldo Gil           |
| 7ª     | 16 giugno | St. Moritz > Ascona                 | 233   | Óscar Freire       | Koldo Gil           |
| 8ª     | 17 giugno | Ambrì > Ambrì                       | 166   | Alberto Contador   | Koldo Gil           |
| 9ª     | 18 giugno | Kerzers > Berna (cron. individuale) | 31    | Jan Ullrich        | Jan Ullrich         |
| Totale | Totale    | Totale                              | 1 468 |                    |                     |

## Squadre e corridori partecipanti
| N.      | Cod. | Squadra                        |
| ------- | ---- | ------------------------------ |
| 1-8     | EUS  | Euskaltel-Euskadi              |
| 11-18   | CSC  | Team CSC                       |
| 21-28   | PHO  | Phonak Hearing Systems         |
| 31-38   | TMO  | T-Mobile Team                  |
| 41-48   | CEI  | Caisse d'Epargne-Illes Balears |
| 51-58   | LAM  | Lampre-Fondital                |
| 61-68   | RAB  | Rabobank                       |
| 71-78   | LSW  | Würth Team                     |
| 81-88   | DSC  | Discovery Channel              |
| 91-98   | DVL  | Davitamon-Lotto                |
| 101-108 | QSI  | Quick Step-Innergetic          |

| N.      | Cod. | Squadra                          |
| ------- | ---- | -------------------------------- |
| 111-118 | GST  | Gerolsteiner                     |
| 121-128 | SDV  | Saunier Duval-Prodir             |
| 131-138 | COF  | Cofidis, le Crédit par Téléphone |
| 141-148 | MRM  | Team Milram                      |
| 151-158 | C.A  | Crédit Agricole                  |
| 161-168 | LIQ  | Liquigas                         |
| 171-178 | FDJ  | Française des Jeux               |
| 181-188 | BTL  | Bouygues Télécom                 |
| 191-198 | A2R  | AG2R Prévoyance                  |
| 201-208 | LPR  | Team LPR                         |

## Dettagli delle tappe

### 1ª tappa
- 10 giugno: Baden > Baden – 154 km

Risultati
| Pos. | Corridore       | Squadra    | Tempo    |
| ---- | --------------- | ---------- | -------- |
| 1    | Tom Boonen      | Quick Step | 3h51'14" |
| 2    | Daniele Bennati | Lampre     | s.t.     |
| 3    | Óscar Freire    | Rabobank   | s.t.     |

| Pos. | Corridore        | Squadra    | Tempo    |
| ---- | ---------------- | ---------- | -------- |
| 1    | Tom Boonen       | Quick Step | 3h51'04" |
| 2    | Daniele Bennati  | Lampre     | a 4"     |
| 3    | Michael Albasini | Liquigas   | a 5"     |

### 2ª tappa
- 11 giugno: Bremgarten > Einsiedeln – 156 km

Risultati
| Pos. | Corridore        | Squadra     | Tempo    |
| ---- | ---------------- | ----------- | -------- |
| 1    | Daniele Contrini | Team LPR    | 3h57'08" |
| 2    | Daniele Bennati  | Lampre      | a 5'02"  |
| 3    | Erik Zabel       | Team Milram | s.t.     |

| Pos. | Corridore        | Squadra    | Tempo    |
| ---- | ---------------- | ---------- | -------- |
| 1    | Daniele Bennati  | Lampre     | 7h53'12" |
| 2    | Tom Boonen       | Quick Step | a 8"     |
| 3    | Michael Albasini | Liquigas   | a 11"    |

### 3ª tappa
- 12 giugno: Einsiedeln > Arlesheim – 188 km

Risultati
| Pos. | Corridore       | Squadra    | Tempo    |
| ---- | --------------- | ---------- | -------- |
| 1    | Nick Nuyens     | Quick Step | 4h36'52" |
| 2    | Linus Gerdemann | T-Mobile   | s.t.     |
| 3    | Jörg Jaksche    | Würth Team | s.t.     |

| Pos. | Corridore       | Squadra    | Tempo     |
| ---- | --------------- | ---------- | --------- |
| 1    | Nick Nuyens     | Quick Step | 12h30'09" |
| 2    | Linus Gerdemann | T-Mobile   | a 5"      |
| 3    | Daniele Bennati | Lampre     | a 6"      |

### 4ª tappa
- 13 giugno: Niederbipp > La Chaux-de-Fonds – 161 km

Risultati
| Pos. | Corridore       | Squadra    | Tempo    |
| ---- | --------------- | ---------- | -------- |
| 1    | Ángel Vicioso   | Würth Team | 4h20'37" |
| 2    | David Herrero   | Euskaltel  | s.t.     |
| 3    | Daniele Bennati | Lampre     | a 1"     |

| Pos. | Corridore       | Squadra    | Tempo     |
| ---- | --------------- | ---------- | --------- |
| 1    | Nick Nuyens     | Quick Step | 16h15'19" |
| 2    | Daniele Bennati | Lampre     | a 2"      |
| 3    | Linus Gerdemann | T-Mobile   | s.t.      |

### 5ª tappa
- 14 giugno: La Chaux-de-Fonds > Leukerbad – 230 km

Risultati
| Pos. | Corridore         | Squadra       | Tempo    |
| ---- | ----------------- | ------------- | -------- |
| 1    | Steve Morabito    | Phonak        | 5h37'47" |
| 2    | Jurgen Van Goolen | Discovery Ch. | a 14"    |
| 3    | Ángel Vicioso     | Würth Team    | a 16"    |

| Pos. | Corridore       | Squadra    | Tempo     |
| ---- | --------------- | ---------- | --------- |
| 1    | Ángel Vicioso   | Würth Team | 21h53'31" |
| 2    | Jörg Jaksche    | Würth Team | a 2"      |
| 3    | Linus Gerdemann | T-Mobile   | a 3"      |

### 6ª tappa
- 15 giugno: Fiesch > La Punt Chamues-ch – 212 km

Risultati
| Pos. | Corridore    | Squadra       | Tempo    |
| ---- | ------------ | ------------- | -------- |
| 1    | Koldo Gil    | Saunier Duval | 5h49'52" |
| 2    | Jörg Jaksche | Würth Team    | a 36"    |
| SQ   | Jan Ullrich  | T-Mobile      | a 40"    |

| Pos. | Corridore    | Squadra       | Tempo     |
| ---- | ------------ | ------------- | --------- |
| 1    | Koldo Gil    | Saunier Duval | 27h43'21" |
| 2    | Jörg Jaksche | Würth Team    | a 34"     |
| SQ   | Jan Ullrich  | T-Mobile      | a 54"     |

### 7ª tappa
- 16 giugno: St. Moritz > Ascona – 233 km

Risultati
| Pos. | Corridore       | Squadra     | Tempo    |
| ---- | --------------- | ----------- | -------- |
| 1    | Óscar Freire    | Rabobank    | 5h38'49" |
| 2    | Daniele Bennati | Lampre      | s.t.     |
| 3    | Erik Zabel      | Team Milram | s.t.     |

| Pos. | Corridore    | Squadra       | Tempo     |
| ---- | ------------ | ------------- | --------- |
| 1    | Koldo Gil    | Saunier Duval | 33h22'21" |
| 2    | Jörg Jaksche | Würth Team    | a 30"     |
| SQ   | Jan Ullrich  | T-Mobile      | a 50"     |

### 8ª tappa
- 17 giugno: Ambrì > Ambrì – 166 km

Risultati
| Pos. | Corridore        | Squadra    | Tempo    |
| ---- | ---------------- | ---------- | -------- |
| 1    | Alberto Contador | Würth Team | 4h19'03" |
| 2    | David Herrero    | Euskaltel  | a 34"    |
| 3    | Cadel Evans      | Davitamon  | s.t.     |

| Pos. | Corridore    | Squadra       | Tempo     |
| ---- | ------------ | ------------- | --------- |
| 1    | Koldo Gil    | Saunier Duval | 37h42'01" |
| 2    | Jörg Jaksche | Würth Team    | a 30"     |
| SQ   | Jan Ullrich  | T-Mobile      | a 50"     |

### 9ª tappa
- 18 giugno: Berna > Berna – Cronometro individuale – 34,2 km

Risultati
| Pos. | Corridore     | Squadra    | Tempo  |
| ---- | ------------- | ---------- | ------ |
| SQ   | Jan Ullrich   | T-Mobile   | 38'45" |
| 2    | Cadel Evans   | Davitamon  | a 23"  |
| 3    | Ángel Vicioso | Würth Team | a 31"  |

| Pos. | Corridore    | Squadra       | Tempo     |
| ---- | ------------ | ------------- | --------- |
| SQ   | Jan Ullrich  | T-Mobile      | 38h21'36" |
| 2    | Koldo Gil    | Saunier Duval | a 24"     |
| 3    | Jörg Jaksche | Würth Team    | a 1'03"   |

## Evoluzione delle classifiche
| Tappa              | Vincitore          | Classifica generale Maglia oro | Classifica a punti Maglia a points | Classifica scalatori Maglia GPM | Classifica sprint Maglia sprint | Classifica a squadre |
| ------------------ | ------------------ | ------------------------------ | ---------------------------------- | ------------------------------- | ------------------------------- | -------------------- |
| 1ª                 | Tom Boonen         | Tom Boonen                     | Tom Boonen                         | José Redondo Ramos              | Michael Albasini                | Caisse d'Epargne     |
| 2ª                 | Daniele Contrini   | Daniele Bennati                | Daniele Bennati                    | José Redondo Ramos              | Daniele Contrini                | Team LPR             |
| 3ª                 | Nick Nuyens        | Nick Nuyens                    | Daniele Bennati                    | Michael Albasini                | Michael Albasini                | Team LPR             |
| 4ª                 | Ángel Vicioso      | Nick Nuyens                    | Daniele Bennati                    | Michael Albasini                | Michael Albasini                | Saunier Duval-Prodir |
| 5ª                 | Steve Morabito     | Ángel Vicioso                  | Daniele Bennati                    | Michael Albasini                | Michael Albasini                | Saunier Duval-Prodir |
| 6ª                 | Koldo Gil          | Koldo Gil                      | Daniele Bennati                    | Michael Albasini                | Michael Albasini                | Würth Team           |
| 7ª                 | Óscar Freire       | Koldo Gil                      | Daniele Bennati                    | Michael Albasini                | Michael Albasini                | Würth Team           |
| 8ª                 | Alberto Contador   | Koldo Gil                      | Daniele Bennati                    | Michael Albasini                | Michael Albasini                | Würth Team           |
| 9ª                 | Jan Ullrich        | Jan Ullrich                    | Daniele Bennati                    | Michael Albasini                | Michael Albasini                | Würth Team           |
| Classifiche finali | Classifiche finali | Jan Ullrich                    | Daniele Bennati                    | Michael Albasini                | Michael Albasini                | Würth Team           |

## Classifiche finali

### Classifica generale
| Pos. | Corridore        | Squadra       | Tempo     |
| ---- | ---------------- | ------------- | --------- |
| SQ   | Jan Ullrich      | T-Mobile      | 38h21'36" |
| 2    | Koldo Gil        | Saunier Duval | a 24"     |
| 3    | Jörg Jaksche     | Würth Team    | a 1'03"   |
| 4    | Ángel Vicioso    | Würth Team    | a 1'44"   |
| 5    | Janez Brajkovič  | Discovery Ch. | a 2'33"   |
| 6    | Fränk Schleck    | Team CSC      | a 2'56"   |
| 7    | Linus Gerdemann  | T-Mobile      | a 3'31"   |
| 8    | Giampaolo Caruso | Würth Team    | a 4'20"   |
| 9    | Vladimir Karpets | C. d'Epargne  | a 4'27"   |
| 10   | Cadel Evans      | Davitamon     | a 5'01"   |

### Classifica scalatori
| Pos. | Corridore          | Squadra         | Punti |
| ---- | ------------------ | --------------- | ----- |
| 1    | Michael Albasini   | Liquigas        | 61    |
| 2    | Sven Montgomery    | Gerolsteiner    | 40    |
| 3    | Francesco Bellotti | Crédit Agricole | 29    |
| 4    | Alberto Contador   | Würth Team      | 23    |
| 5    | Marco Fertonati    | C. d'Epargne    | 23    |

### Classifica a punti
| Pos. | Corridore       | Squadra       | Punti |
| ---- | --------------- | ------------- | ----- |
| 1    | Daniele Bennati | Lampre        | 71    |
| 2    | Ángel Vicioso   | Würth Team    | 51    |
| 3    | Koldo Gil       | Saunier Duval | 49    |
| 4    | Jörg Jaksche    | Würth Team    | 40    |
| 5    | Erik Zabel      | Team Milram   | 39    |

### Classifica sprint
| Pos. | Corridore        | Squadra      | Punti |
| ---- | ---------------- | ------------ | ----- |
| 1    | Michael Albasini | Liquigas     | 21    |
| 2    | Alberto Contador | Würth Team   | 12    |
| 3    | Aljaksandr Usaŭ  | AG2R Prév.   | 12    |
| 4    | Beat Zberg       | Gerolsteiner | 10    |
| 5    | Linus Gerdemann  | T-Mobile     | 9     |

### Classifica squadre
| Pos. | Squadra              | Tempo      |
| ---- | -------------------- | ---------- |
| 1    | Würth Team           | 115h10'46" |
| 2    | T-Mobile             | a 2'19"    |
| 3    | Saunier Duval-Prodir | a 9'21"    |
| 4    | Team CSC             | a 15'57"   |
| 5    | Discovery Channel    | a 19'16"   |

## Punteggi UCI
| Pos. | Corridore         | Squadra       | Punti |
| ---- | ----------------- | ------------- | ----- |
| 1    | Jan Ullrich       | T-Mobile      | 53    |
| 2    | Koldo Gil         | Saunier Duval | 43    |
| 3    | Jörg Jaksche      | Würth Team    | 38    |
| 4    | Ángel Vicioso     | Würth Team    | 35    |
| 5    | Janez Brajkovič   | Discovery Ch. | 25    |
| 6    | Fränk Schleck     | Team CSC      | 20    |
| 7    | Linus Gerdemann   | T-Mobile      | 18    |
| 8    | Giampaolo Caruso  | Würth Team    | 10    |
| 9    | Daniele Bennati   | Lampre        | 7     |
| 10   | Cadel Evans       | Davitamon     | 5     |
| 10   | Vladimir Karpets  | C. d'Epargne  | 5     |
| 12   | Óscar Freire      | Rabobank      | 4     |
| 12   | David Herrero     | Euskaltel     | 4     |
| 14   | Tom Boonen        | Quick Step    | 3     |
| 14   | Alberto Contador  | Würth Team    | 3     |
| 14   | Nick Nuyens       | Quick Step    | 3     |
| 14   | Steve Morabito    | Phonak        | 3     |
| 18   | Jurgen Van Goolen | Discovery Ch. | 2     |
| 18   | Erik Zabel        | Team Milram   | 2     |

| Pos. | Squadra               | Punti |
| ---- | --------------------- | ----- |
| 1    | Würth Team            | 86    |
| 2    | T-Mobile              | 71    |
| 3    | Saunier Duval-Prodir  | 43    |
| 3    | Discovery Channel     | 27    |
| 5    | Team CSC              | 20    |
| 6    | Lampre-Fondital       | 7     |
| 7    | Quick Step-Innergetic | 6     |
| 8    | Caisse d'Epargne      | 5     |
| 8    | Davitamon-Lotto       | 5     |
| 10   | Euskaltel-Euskadi     | 4     |
| 10   | Rabobank              | 4     |
| 12   | Phonak Cycling Team   | 3     |
| 13   | Team Milram           | 2     |

| Pos. | Nazione     | Punti |
| ---- | ----------- | ----- |
| 1    | Germania    | 111   |
| 2    | Spagna      | 89    |
| 3    | Slovenia    | 25    |
| 4    | Lussemburgo | 20    |
| 5    | Italia      | 17    |
| 6    | Belgio      | 8     |
| 7    | Australia   | 5     |
| 7    | Russia      | 5     |
| 9    | Svizzera    | 3     |